# Stefan Track

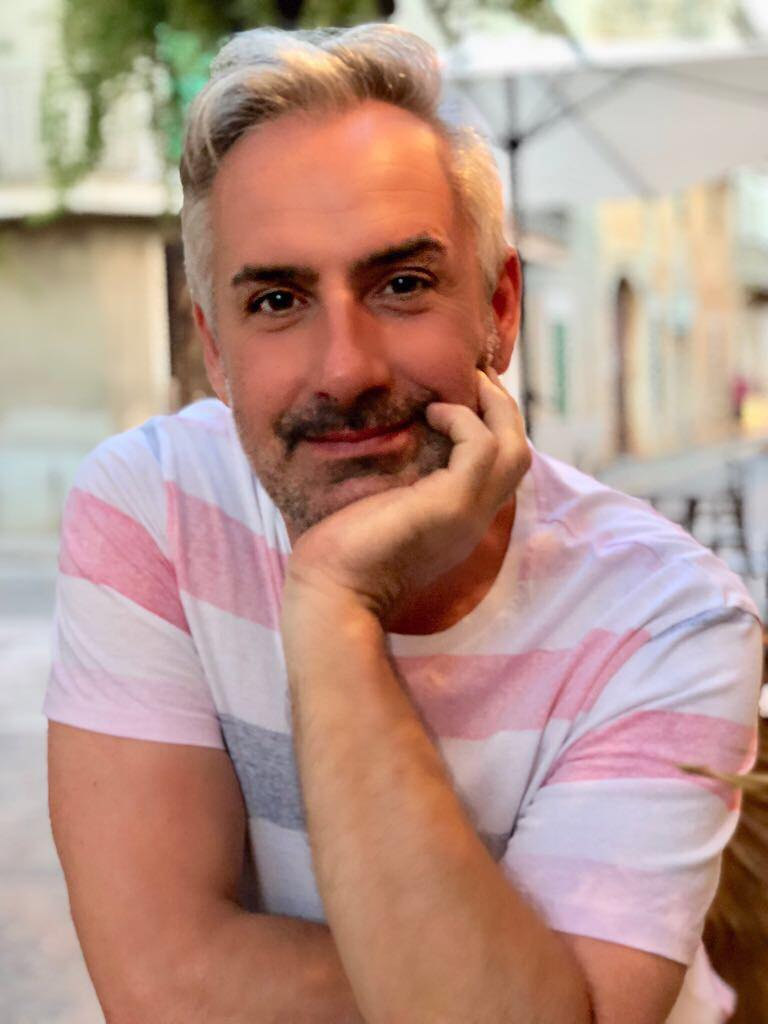
Stefan Track im Jahr 2018

Stefan Track (* 15. September 1971 in Aalen) ist ein deutscher Sänger.
Bekannt wurde er als Kopf der 2006 gegründeten Dschinghis-Khan-Cover-Band „Rocking Son“, mit der er in Russland als „Dschinghis Khan“ und seit 2016/17 auch international in Konkurrenz zu „Dschinghis Khan“ auftritt.

## Leben
Stefan Track wuchs in der süddeutschen Stadt Aalen auf.
Nach dem Schulabschluss macht er mit 18 Jahren eine Ausbildung zum Krankenpfleger, welche er nach drei Jahren abschloss. Neben seiner Tätigkeit als Krankenpfleger beim Krankenhaus in Mutlangen arbeitete er als Model für Modeschauen und Fotostrecken. Etwa ein Jahr arbeitete Track als Krankenpfleger in Berlin. 1996 gründete er in Aalen die Tanzformation „Act of Contrition“, (kurz „A*Con“), in der er als Choreograph und Tänzer arbeitete. Mit der Act of Contrition tanzte er auf Modenschauen und wurde Deutscher Hip-Hop-Meister. Etwa drei bis vier Jahre kam er damit so gerade über die Runden.
2000 erhielt Track einen Fünf-Jahres-Vertrag am Staatstheater am Gärtnerplatz in München und spielte in Produktionen wie Hello Dolly! oder Gräfin Mariza. Beim 2003 bis 2005 bestehenden Filmprojekt „Killertal“ von Jens Wolf und Frank Schwerdtfeger (Handsome-Pictures), war Track Teil des Casts.
2009 zog er von Bietigheim-Bissingen nach Mallorca, wo er mit seinem Manager und Partner Marichal Navarro das Restaurant Goli in Portopetro führt. Sie leben zurückgezogen im Südosten Mallorcas, wo sie sich um herrenlose Hunde und weitere Tiere kümmern; 2012 wurden Track und Marichal Navarro 11 Folgen vom VOX-Format hundkatzemaus begleitet.

### Rocking Son
Beim Reunion-Konzert von Dschinghis Khan am 17. Dezember 2005 in Moskau war Track Gastsänger; später behauptete er, dass er Mitglied der Gruppe war. Er wurde als Ersatz für das verstorbene Mitglied Louis Potgieter engagiert, daraufhin schlug er seine Tanzpartnerin Ebru Kaya als weitere Tänzerin vor.
Für den Auftritt in Moskau mussten innerhalb einer Woche zwölf Lieder inklusive Choreographie einstudiert werden.
Nach diesem Auftritt startete er zusammen mit den beiden anderen Reunion-Gastsängern Ebru Kaya und Daniel Käsling die Dschinghis-Khan-Coverband Khaan, welche sich 2007 in Rocking Son umbenannte.
Der Name der Gruppe ist nach dem 1979 erschienenen Dschinghis-Khan-Lied Rocking Son of Dschinghis Khan benannt, welches aufgrund des Liedanfangs Hu ha hu ha hu ha Kazachok auch als Kazachok bekannt ist.
Im März 2007 (digital) bzw. Juni 2007 (CD) erschien das von Track, René Marichal-Navarro, Glen Grand und Brok Landers produzierte Debüt-Album Rising – The Hits Of „Dschinghis Khan“ in the Sound of Today!; im selben Jahr erschien es als Dschinghis Khan – Best Hits – Performed by the Band Kazachok beim russischen Label Танцевальный Рай Tanzewalnaja Rai in der Serie Легенды Дискотек 80-х („Disco-Legenden der 80er Jahre“). Nach dem Austritt von Käsling bestand Rocking Son 2008 aus Track und Kaya.
Die Gruppe tourte in Folge als Rocking Son bzw. Kazachok in Ländern wie Russland, Belarus, Ukraine, Kasachstan bis nach Amerika.

### Aus Rocking Son bzw. Kazachok wird Dschinghis Khan
Track wanderte mit seinem Partner und Manager Marichal Navarro 2009 nach Mallorca aus, wo Rocking Son als Solo-Projekt mit wechselnder Besetzung fortgeführt wurde.
Während Track sich in Deutschland Rocking Son nannte, nannte er sich in Russland Dschingis Khan (2011) später Dschinghis Khan (2014).
2013 gab Track an, dass er mit dem Projekt auf 50 bis 100 Auftritte im Jahr komme, vor allem in Russland. Weiter gab er im selben Jahr in einem Interview in Russland an, dass er der einzige sei, der das exklusive Recht hat, alle Lieder von Dschingis Khan aufzuführen und zu produzieren und dass er dafür eng mit Ralph Siegel zusammenarbeitet. Weiter wird behauptet, dass Ralph Siegel alle Exklusivrechte für das gesamte Repertoire und die Songs von Dschinghis Khan an Stefan Track übertrug.
Am 11. März 2016 wurde die Umbenennung der 2010 gegründeten britischen Firma Rocking Son Ltd. in Dschinghis Khan Music Ltd. beantragt, Track besitzt oder besaß für Spanien, Russland und Ukraine die Rechte an der Marke „Dschinghis Khan“.
Ab März 2016 wurde eine Weiterleitung der bereits vorhandenen Webseite rocking-son.com auf seine neue Webseite dschinghiskhan.com eingerichtet, hier wurde Mitte 2017 „The Rocking Son of Dschinghis Khan“, später „Dschinghis Khan“ und am Ende des Jahres „Official Site – Dschinghis Khan“ beworben.
Anfang Juni 2018 veröffentlichte Track als „Rocking Son of Dschinghis Khan“ mit Wir sind da (Dschinghis Khan) ein Cover des Liedes Dschinghis Khan mit einem Fußballtext.

### Zusammenarbeit mit Wolfgang Heichel
Ab Mitte 2018 arbeitete Track mit Wolfgang Heichel zusammen, der sich zu diesem Zeitpunkt ebenfalls in Konkurrenz zu Dschinghis Khan „Dschinghis Khan“ nannte. Diese Zusammenarbeit wurde als Wiedervereinigung nach Jahren der Trennung inszeniert, wodurch ihre gemeinsamen Markenrechte gestärkt werden sollten. Es folgte die Veröffentlichung der Single „Die Strassen von Paris“ in Zusammenarbeit mit dem Produzenten Luis Rodriguez.
Es folgte die Veröffentlichung des Albums Here we go mit dem die Gruppe sofort auf Platz 1 der Japanischen Charts schoss. Als Folgesingle erschien noch Istanbul.
Anfang 2022 gab Heichel bekannt, dass er sich bereits 2020 wegen schwerwiegender Differenzen wieder von Track trennte.

### Weitere Entwicklung
Im Juni 2021 wurde die spanische Firma „Dschinghis Khan Music SL“ eingetragen; seitdem wird die Website dschinghiskhan.com von Dschinghis Khan Music SL statt Dschinghis Khan Music Ltd betrieben.
Im April 2022 wurde unter dem Namen Nameless das Lied Komm doch heim wiederveröffentlicht. Das Lied mit weiblicher Leadstimme erschien bereits auf dem 2007 erschienenen Album Rising.
Ab Ende Mai 2022 trat Stefan Track in der Sat-1-Show All Together Now für 6 Folgen als Juror zusammen mit 99 weiteren Musikexperten auf. Im Zuge dessen wurde eine weitere Single mit dem Titel Star of the Night veröffentlicht, welches von Claes Andreasson und Mikael Erlandsson aus Schweden geschrieben wurde. Produziert wurde diese ebenfalls wieder von Luis Rodriguez.
2024 verlor Track einen Prozess gegen Ralph Siegel, bei dem es um die Verwendung der Domains „ralphsiegel.de“ und „ralphsiegel.com“ ging. Siegel bezeichnete ihn als „Trittbrettfahrer“. Mittlerweile leiten beide Domains auf den Wikipedia-Artikel „Ralph Siegel“ weiter.

## Diskografie

### Alben
- 2007: Rocking Son: Rising
- 2007: Kazachok: Dschinghis Khan – Best Hits – Performed by the band Kazachok (Wiederveröffentlichung von Rising)
- 2020: Dschinghis Khan: Here we go (mit Wolfgang Heichel)

### EPs
- 2008: Rocking Son: Rising International Edition (5-Track-EP)

### Singles
- 2009: Rocking Son: Yippieh Hooray
- 2009: Rocking Son: All what you want
- 2010: Rocking Son: Loreley
- 2013: Rocking Son: Moskau
- 2013: Rocking Son: Sin Amor (Dschinghis Khan spanisch)
- 2013: Rocking Son: Der Dudelmoser
- 2017: Rocking Son of Dschinghis Khan: Moskau
- 2018: Rocking Son of Dschinghis Khan: Wir sind da (Dschinghis Khan) (Song der Deutschen WM Fans)
- 2019: Dschinghis Khan: Die Strassen von Paris (mit Wolfgang Heichel)
- 2020: Dschinghis Khan: Istanbul (mit Wolfgang Heichel)
- 2022: Nameless: Komm doch heim (Wiederveröffentlichung von aus dem Album Rising)
- 2022: Nameless: Star of the night